# Upper Salford Township (comté de Montgomery, Pennsylvanie)
Pour les articles homonymes, voir Upper Salford Township.
Upper Salford Township est un township du comté de Montgomery, en Pennsylvanie, aux États-Unis.